# Pla d'empresa
El pla d'empresa (anglès business plan) és un pla per a valorar la viabilitat d'una nova empresa o un nou marc d'actuació empresarial. S'hi analitzen tots els aspectes d'aquesta activitat o projecte per tal de poder-ne definir la viabilitat i els passes a seguir. S'hi exposa el propòsit general del projecte, incloent el model de negoci, la descripció del producte o servei, l'anàlisi del mercat i la competència, el pla comercial i de màrqueting, el pla d'operacions, l'organització i el pla financer. Un plan d'empresa coherent és important en les fases inicials per obtenir finançament en forma de prèstecs bancaris o de capital procedent d'inversors (capital llavor, procedent de àngels inversors o capital de risc).
Una part integral del pla de negoci és l'anàlisi del pla financer, que permet avaluar la viabilitat econòmica i la sostenibilitat del projecte. Aquest anàlisi inclou l'estudi de la viabilitat del negoci, determinant si pot generar beneficis sostenibles, l'avaluació del risc per identificar els riscos potencials i les estratègies per mitigar-los, el potencial de creixement per entendre fins a quin punt el negoci és escalable, i finalment, el retorn de la inversió (ROI), que mesura el retorn esperat i el temps necessari per aconseguir-lo.

## Guia per a un pla d'empresa[4]
1. Presentació
1.1. Definició del negoci
1.2. Descripció de l'equip promotor
2. Pla de màrqueting
2.1. Servei i clientela
2.2. Mercat
2.3. Competència
2.4. Preu
2.5. Promoció
2.6. Previsions de vendes
3. Producció i qualitat
3.1. Prestació del servei
3.2. Qualitat
3.3. Equips i infraestructura
3.4. Sistemes d'informació
3.5. Seguretat a la feina i medi ambient
4. Organització i gestió
4.1. Planificació i temporalització
4.2. Organització
4.3. Gestió de personal
5. Jurídicofiscal
5.1. Determinació de la forma jurídica
5.2. Aspectes laborals de l'equip promotor
5.3. Aspectes laborals i Seguretat Social dels treballadors
5.4. Obligacions fiscals
5.5. Permisos, llicències i documentació oficial
5.6. Cobertura de responsabilitats
5.7. Patents, marques i altres tipus de registres
6. Economicofinancera – Pla financer
6.1. Sistema de cobraments i pagaments
6.2. Resum de les dades econòmiques més rellevants
7. Valoració
7.1. Anàlisi de punts forts i febles